# Florian-Jules-Félix Desprez
Florian-Jules-Félix Desprez (ur. 14 kwietnia 1807 w Ostricourt, zm. 21 stycznia 1895 w Tuluzie) – francuski duchowny katolicki, arcybiskup Tuluzy i kardynał.

## Życiorys
Po ukończeniu Wyższego Seminarium w Cambrai 19 grudnia 1829 przyjął święcenia kapłańskie. Przez pierwsze dwadzieścia lat kapłaństwa pełnił wiele funkcji, m.in. wikariusza w parafii katedralnej w Cambrai, a następnie proboszcza w wielu parafiach. Przez cztery lata był dziekanem w Roubaix.
3 października 1850 został mianowany pierwszym biskupem nowo utworzonej diecezji Saint-Denis-de-La Réunion. Sakrę otrzymał z rąk przyszłego kardynała Rene-François Régnier, arcybiskupa Cambrai. Po siedmiu latach przeniesiony do diecezji Limoges. 26 września 1859 został metropolitą Tuluzy. Pozostał na tym urzędzie przez ponad 36 lat, do swej śmierci. W 1879 kreowany kardynałem na pierwszym konsystorzu nowego papieża Leona XIII. Wyświęcił na kapłana przyszłego kardynała José de Calasanz Vives y Tutó. Pochowany w katedrze w Tuluzie.